# مارتن مكدونالد
مارتن مكدونالد (بالإنجليزية: Martin McDonald)‏ (4 ديسمبر 1973 في المملكة المتحدة - ) هو لاعب كرة قدم بريطاني في مركز الوسط. لعب مع ستوكبورت كونتي وماكليسفيلد تاون ونادي دونكاستر روفرز ونادي ساوثبورت ونادي هايد إف سي ونادي ويتون ألبيون وMossley A.F.C. ‏ وNew Mills A.F.C. ‏ وسالفورد سيتي وKidsgrove Athletic F.C. ‏ وليك تاون ‏ ونادي ألترينتشام وCheadle Town F.C. ‏ وFlixton F.C. ‏ وDroylsden F.C. ‏.

## وصلات خارجية
- مارتن مكدونالد على موقع قاعدة بيانات كرة القدم.إي يو (الإنجليزية)
- مارتن مكدونالد على موقع Soccerbase.com (لاعب) (الإنجليزية)